# Walter Weiblen

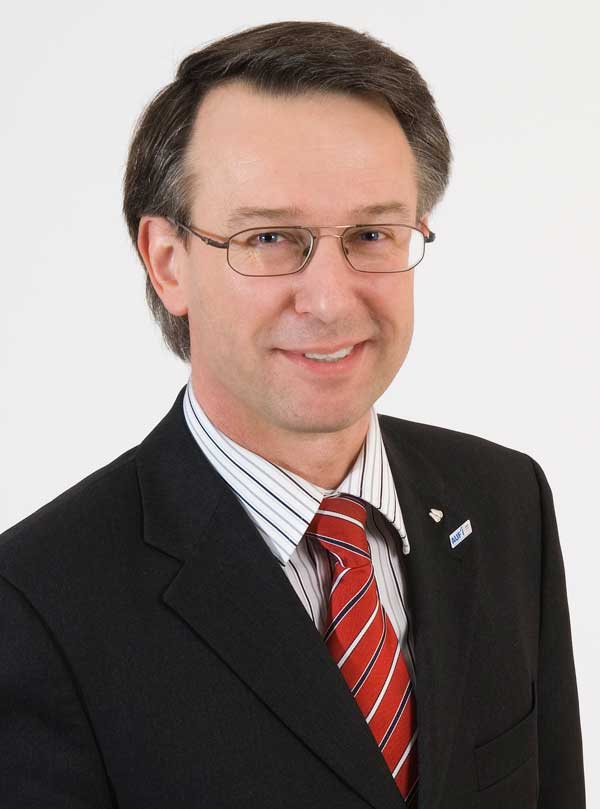
Walter Weiblen (Vorstandsportrait der AUF-Partei, April 2008)

Walter Weiblen (* 28. August 1955 in Neuenstein) ist ein deutscher Politiker und Unternehmensberater. Er war von Oktober 2005 bis Dezember 2007 Bundesvorsitzender der Partei Bibeltreuer Christen und war von deren Gründung im Januar 2008 bis November 2008 Vorsitzender der AUF – Partei für Arbeit, Umwelt und Familie, einer weiteren christlich-konservativen Kleinpartei. Er zog sich aus persönlichen und gesundheitlichen Gründen vom Vorsitz zurück.

## Beruflicher Werdegang
Nach einem Studium des Maschinenbaus 1974 bis 1980 (Abschluss: Dipl.-Ing.) arbeitete er bis 1985 als wissenschaftlicher Mitarbeiter und Lehrstuhlassistent an der Staatlichen Materialprüfungsanstalt der Universität Stuttgart. Von 1985 bis 2002 war er bei der Daimler-Benz AG und deren Nachfolgefirma, der Daimler-Chrysler AG, in Stuttgart im Bereich der PKW-Entwicklung tätig, davon die letzten sieben Jahre als Abteilungsleiter.
1989 promovierte er summa cum laude an der Fakultät Energietechnik der Universität Stuttgart.
Weiblen berät seit 2002 Technologieunternehmen im Bereich Engineering und Prozesse. Er ist geschäftsführender Gesellschafter der International Consulting Process Implementation GmbH (ICPI GmbH) für Prozessberatung und der International Consulting Engineering Services (ICES) für Entwicklungsberatung.

## Politische Tätigkeit
Weiblen trat im Jahr 2000 in die Partei Bibeltreuer Christen (PBC) ein. Er kandidierte bei der Bundestagswahl 2002 für den Wahlkreis Böblingen. 2004 kandidierte er bei der Europawahl, bei der Wahl zum Kreistag Böblingen sowie bei der Oberbürgermeisterwahl in Stuttgart. Bei letzterer erreichte er im ersten Wahlgang 1,0 % der Stimmen (1890 Stimmen) und im zweiten Wahlgang 1,3 % der Stimmen (2194 Stimmen).
2002 wurde er in den Vorstand des PBC-Landesverbands gewählt. 2003 wurde er Mitglied des Bundesvorstands, 2004 Landesvorsitzender in Baden-Württemberg. Im Oktober 2005 wurde er zum Bundesvorsitzenden der PBC gewählt. Er folgte damit Gerhard Heinzmann nach, der nicht wieder kandidierte. Ein Schwerpunkt der Neuorientierung der PBC unter seiner Leitung war die Intensivierung der Zusammenarbeit und Vernetzung mit anderen christlichen Parteien, Organisationen und Politikern.
Aus der im September 2007 offiziell verkündeten Zusammenarbeit mit dem ZENTRUM entstand Anfang 2007 durch das Interesse von Politikern aus der Ökologisch-Demokratischen Partei (ödp) und von vorher noch nicht parteipolitisch aktiven Personen die Initiative „Aufbruch 2009“. Ziel dieser Initiative war die Zusammenarbeit aller christlichen Kräfte in der Politik. Aus „Aufbruch 2009“ entstand das Konzept, dafür eine neue Partei zu gründen. Dieses Konzept wurde in der PBC ein halbes Jahr lang intensiv diskutiert. Vorschlag des PBC-Vorstandes war, den Übergang von der PBC zur neuen Partei in der Übergangsphase durch eine Doppelmitgliedschaft zu erleichtern, um die politische Wirksamkeit möglichst unterbrechungsfrei aufrechterhalten zu können.
Auf den Parteitagen im Oktober und Dezember 2007 erreichte dieser Ansatz nicht die notwendige Zweidrittelmehrheit. Den Befürwortern von „Aufbruch 2009“ stand dadurch nur die Möglichkeit offen, die Partei zu verlassen, um die neue Partei zu gründen. Deshalb trat der im Oktober 2007 gewählte, klar für „Aufbruch 2009“ stehende Vorstand im Dezember 2007 geschlossen nicht mehr zur Wahlwiederholung an, die aus einem formalen Grund notwendig geworden war. Diesen Weg wählte auch Weiblen.
Am 26. Januar 2008 erfolgte die Gründung der neuen „Partei für Arbeit, Umwelt und Familie – Christen für Deutschland“ (AUF) in Berlin. Die Partei hatte nach eigenen Angaben ein realpolitisches, christlich-soziales Profil und wollte ihr ausschließlich heterosexuelles Verständnis von Ehe und Familie ins Zentrum ihrer Politik stellen. Sie ging im März 2015 in der christlichen Partei Bündnis C – Christen für Deutschland auf.